# اجتياح سيبيريا

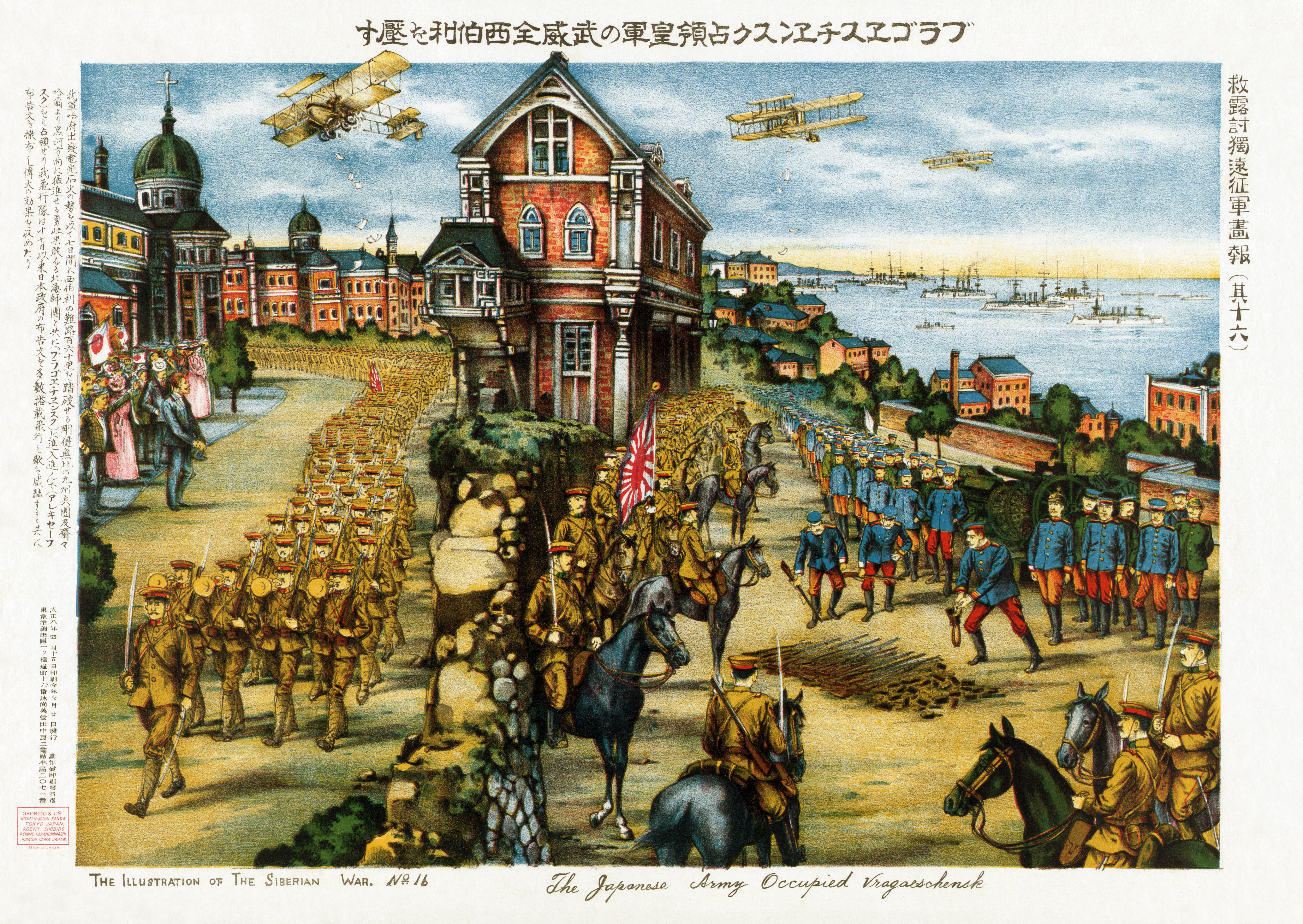
رسم فني عن دخول القوات اليابانية لأحد مدن سيبيريا الروسية واستسلام قوات البلاشفة

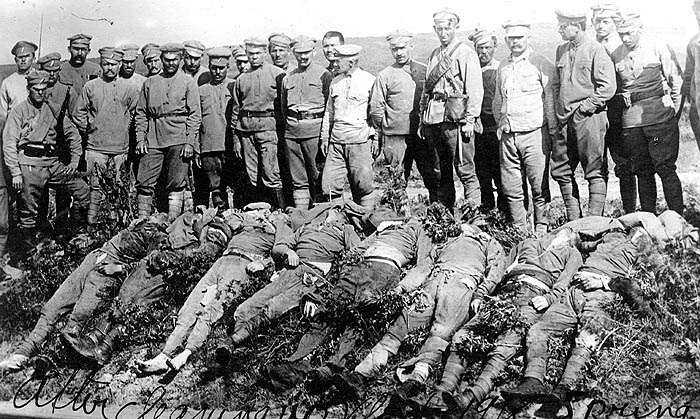
القوات التشيكية تعاين قتلى جنود البلاشفة في سيبيريا

اجتياح سيبيريا (بالإنجليزية: Siberian Intervention)‏ ، حدثت الغزو العسكري لجمع قوات التحالف والتي من بينها الولايات المتحدة والإمبراطورية اليابانية غزو سيبيريا من عام 1918 إلى عام 1922 ، والتي نتجت عن انسحاب قوات التحالف وانتصار كاسح للقوات السوفيتية.